# Caraga
Caraga è una regione  delle Filippine posta nella parte nord-orientale dell'isola di Mindanao. Il capoluogo regionale è la città di Butuan.
Le province che fanno capo a questa regione, ufficialmente la Regione XIII, sono: Agusan del Norte, Surigao del Norte, Surigao del Sur che si affacciano sul mare, Agusan del Sur nell'interno, e la provincia insulare di Dinagat Islands.

## Geografia fisica

### Territorio
La regione occupa la parte nord-orientale di Mindanao e le isole comprese tra il Mare delle Filippine e lo stretto di Surigao, la principale delle quali è l'isola di Dinagat (802,12 km²). La suddetta isola va oltre il 10º parallelo latitudine Nord, risultando quasi per intero al di sopra del capo più meridionale della regione di Visayas Orientale.
Su Mindanao i confini sono ad ovest con la regione del Mindanao Settentrionale e a sud con la regione di Davao.
Caraga presenta un territorio topograficamente molto vario come avviene un po' in tutte le Filippine. L'interno è molto montuoso ma non mancano zone collinari e una grande zona pianeggiante, la valle del fiume Agusan, che è anche il centro della produzione agricola e dell'economia della regione.
Tra i vari laghi della regione il più grande è il Lago Mainit, tra le province di Surigao del Norte e Agusan del Norte.

### Clima
Questa regione non ha una vera e propria stagione secca sebbene le piogge siano più concentrate nel periodo che va da novembre a febbraio. La parte rivolta verso l'Oceano Pacifico è esposta al pericolo dei tifoni mentre il resto del territorio può godere di un clima piuttosto mite durante tutto l'anno.

### Suddivisioni amministrative
La regione si divide in 5 province. Vi sono una città che gode dei diritti riservati alle città privilegiate, 2 città componenti e 70 municipalità.

#### Province
- Agusan del Norte
- Agusan del Sur
- Dinagat Islands
- Surigao del Norte
- Surigao del Sur

#### Città
Città privilegiate:
- Butuan (Agusan del Norte) - Città altamente urbanizzata - HUC

Città componenti:
- Bislig (Surigao del Sur)
- Surigao (Surigao del Norte)

## Economia
Gran parte del territorio di Caraga è coperto da foreste. Oltre allo sfruttamento di questa risorsa nella regione sono sviluppate la pesca e l'agricoltura, dove spiccano le coltivazioni di noce di cocco e banane.
Il sottosuolo è particolarmente ricco di minerali preziosi quali oro, argento, nichel, cromite, manganese e rame.
Ancora poco sviluppato il turismo che pure ha ottime potenzialità dato il buon clima, le bellissime spiagge e le ricchezze naturali di ogni tipo.

## Società

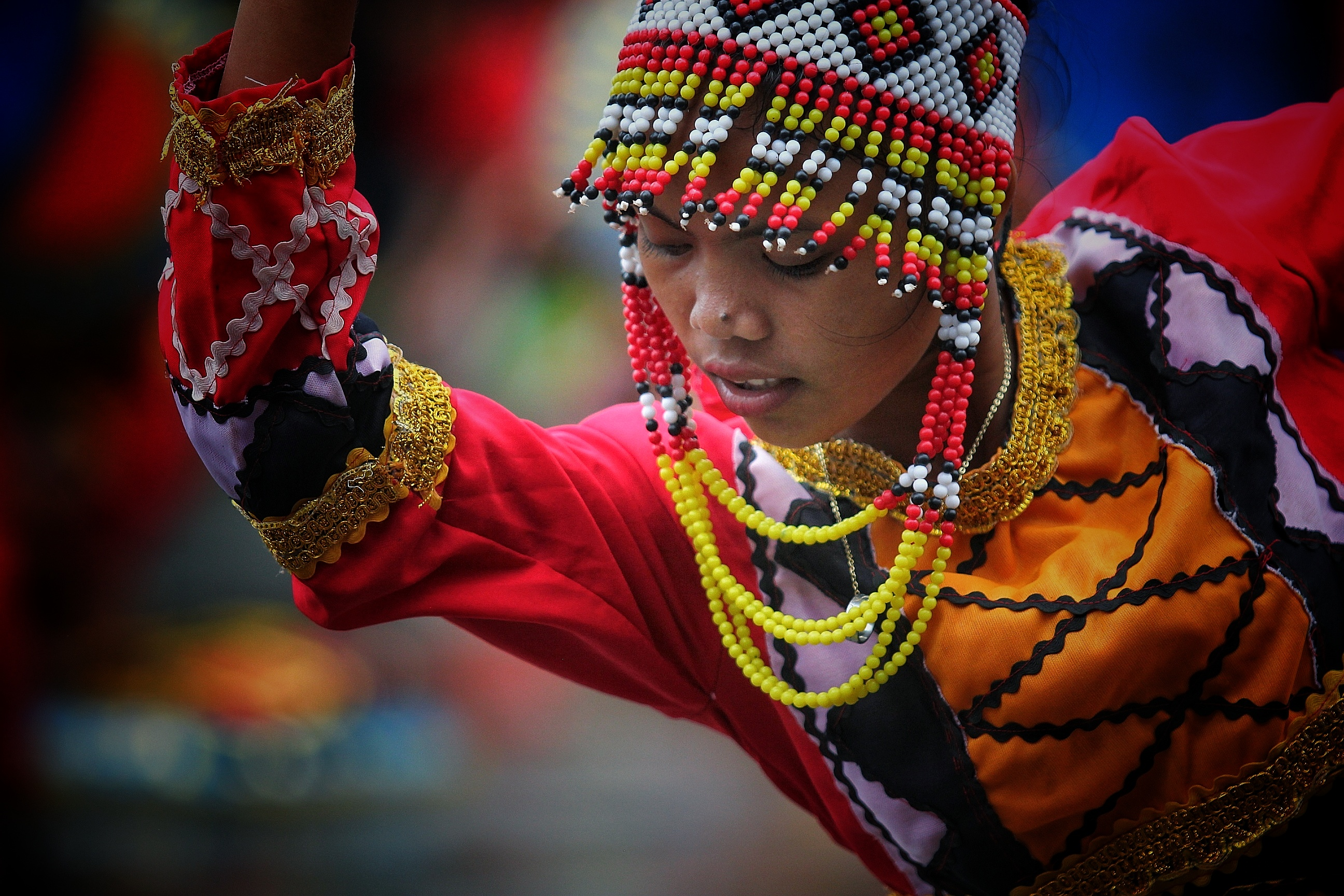
Una ragazza Manobo che esegue una danza durante il Festival Kahimunan di Butuan nel 2019.

### Lingue e dialetti
La lingua più diffusa è il cebuano (44%) cosa che dimostra che la regione è popolata da immigrati provenienti soprattutto dalle Visayas. Segue il surigaonon (25%) che è comunque una lingua della stessa famiglia, ed è molto simile ad altri dialetti (butuanon, manobo, ecc...) che si parlano nel resto di Caraga.